# Kangoeroes Basket Mechelen in het seizoen 2023/24
Het seizoen 2023/2024 was het 15e jaar in het bestaan van de Mechelse basketbalclub Kangoeroes Basket Mechelen sinds de fusie in 2009. 

## Verloop
De club komt uit in de BNXT League. Volgende spelers verlieten de ploeg: de Amerikanen DeAndre Davis, Jordan Harris, Brian Fobbs en Richmond Aririguzoh en de Belgen Jo Van Buggenhout, Joppe Mennes en Godwin Tshimanga en Kroaat Luka Kotrulja. Daarnaast verliet ook assistent-coach Wim Van Poucke de ploeg en hij werd vervangen door Mathieu Detiège. Nieuwe spelers waren de Belgen Niels Van den Eynde, Yannick Dammen en Maxime Bilolo en de Litouwer Augustas Pečiukevičius. Daarna tekenden ook nog de Amerikanen Noah Gurley, Walter Whyte en Mitch Lightfoot. Begin augustus 2023 tekende de Nederlandse center Willem Brandwijk als vijfde buitenlandse versterking, hij kwam over van het Nederlandse Donar. Jonas Foerts verliet Mechelen om als prof aan de slag te gaan in het 3x3-basketbal bij Team Antwerp. Begin december 2023 nam de club afscheid van Noah Gurley die vervangen werd door landgenoot Jett Speelman.
Eind januari 2024 werd coach Kristof Michiels ontslagen en opgevolgd door Tony Van den Bosch. Mechelen bereikte de nationale play-offs waarin ze in de kwartfinale werden uitgeschakeld door Limburg United. In de Beker van België verloren ze in de halve finale van Spirou Charleroi.

## Ploeg
Antwerp Giants ·
BAL ·
Union Mons-Hainaut ·
Den Helder Suns ·
Donar ·
Feyenoord ·
Heroes Den Bosch ·
Kangoeroes Basket Mechelen ·
Kortrijk Spurs ·
Landstede Hammers ·
Leuven Bears ·
Liège Basket ·
Limburg United ·
LWD Basket ·
Okapi Aalst ·
Oostende ·
Brussels Basketball ·
Spirou Charleroi ·
Yoast United ·
ZZ Leiden